# Espiral de Parker

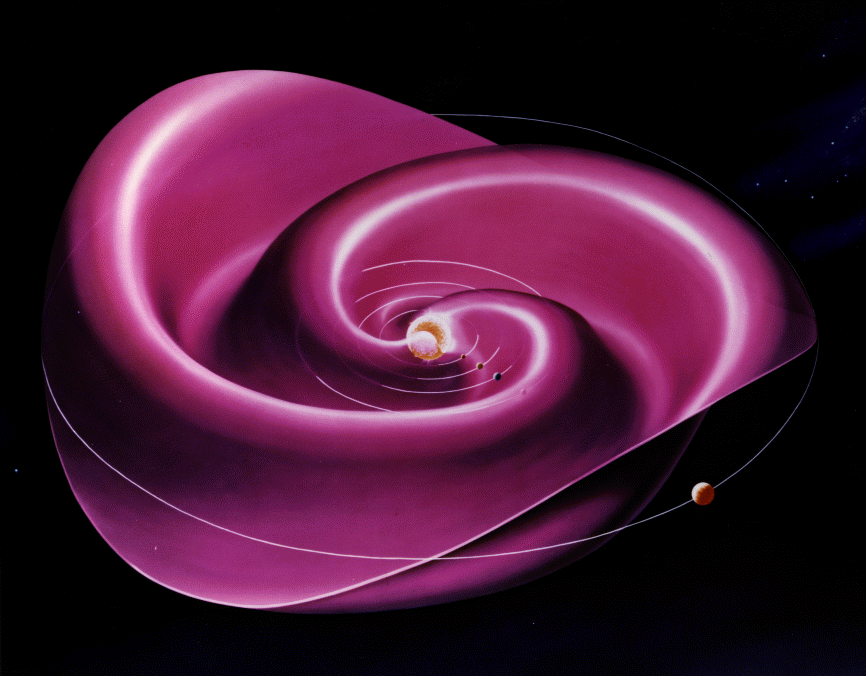
La capa de corriente heliosférica es una forma tridimensional de la espiral de Parker que resulta de la influencia del campo magnético rotatorio del sol en el plasma del medio interplanetario. Puede verse cinco planetas (Mercurio, Venus, Tierra, Marte y Júpiter) alrededor de la espiral de Parker.

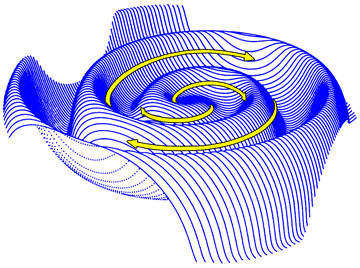
La espiral de Parker

La espiral de Parker es la forma del campo magnético del Sol en su extensión a través del sistema solar. A diferencia de la familiar forma del campo magnético de una barra de imán, el campo extendido del Sol se tuerce en una espiral de Arquímedes por la influencia magnetohidrodinámica del viento solar. Esta espiral debe su nombre a Eugene Parker, quien predijo el viento solar y muchos de sus fenómenos asociados en la década de 1950.
La influencia del campo magnético solar con su forma de espiral en el medio interplanetario (viento solar) crea la estructura más grande del Sistema Solar, la capa de corriente heliosférica.
El viento solar con su forma de Espiral de Parker cambia la forma del campo magnético del Sol en el sistema solar exterior: más allá de cerca de 10 a 20 unidades astronómicas del Sol, el campo magnético es casi toroidal (apuntado alrededor del ecuador del Sol) en vez de poloidal (señalado desde el polo Norte al polo Sur, como en un imán de barra) o radial (señalando hacia afuera o hacia adentro, como se esperaría del flujo del viento solar si el Sol no estuviese rotando). Adicionalmente, la forma de espiral amplifica en gran medida la fuerza del campo magnético solar en el sistema solar exterior.
La forma de espiral es similar al patrón producido por un aspersor giratorio para césped, por razones similares: el viento solar viaja hacia el exterior desde el Sol a una velocidad uniforme, pero una reacción individual del viento solar a partir de una característica particular de la superficie del sol rota con la rotación solar, haciendo una espiral en el espacio. A diferencia de la reacción del aspersor, el viento solar está ligado al campo magnético por los efectos de la magnetohidrodinámica, por lo que las líneas de campo magnético están vinculadas al material en el chorro y asumen una forma de espiral aritmética.
La espiral de Parker puede ser responsable de las diferencias en la rotación solar, en el que los polos del sol giran más lentamente (con periodo de rotación de alrededor de 32 días) que su ecuador (con periodo de rotación de alrededor de 27 días). El viento solar se guía por el campo magnético del Sol y por lo tanto, gran parte procede de las regiones polares del Sol, la forma de espiral inducida del campo causa un par de arrastre en los polos debido a la fuerza de la tensión magnética.